# エレーナ・ロペス
エレーナ・ロペス・ベナチェス（スペイン語: Elena López Benaches, 1994年10月4日 - ）は、スペイン・バレンシア出身の新体操選手。2016年のリオデジャネイロオリンピックでは女子団体総合で銀メダルを獲得した。

## 経歴

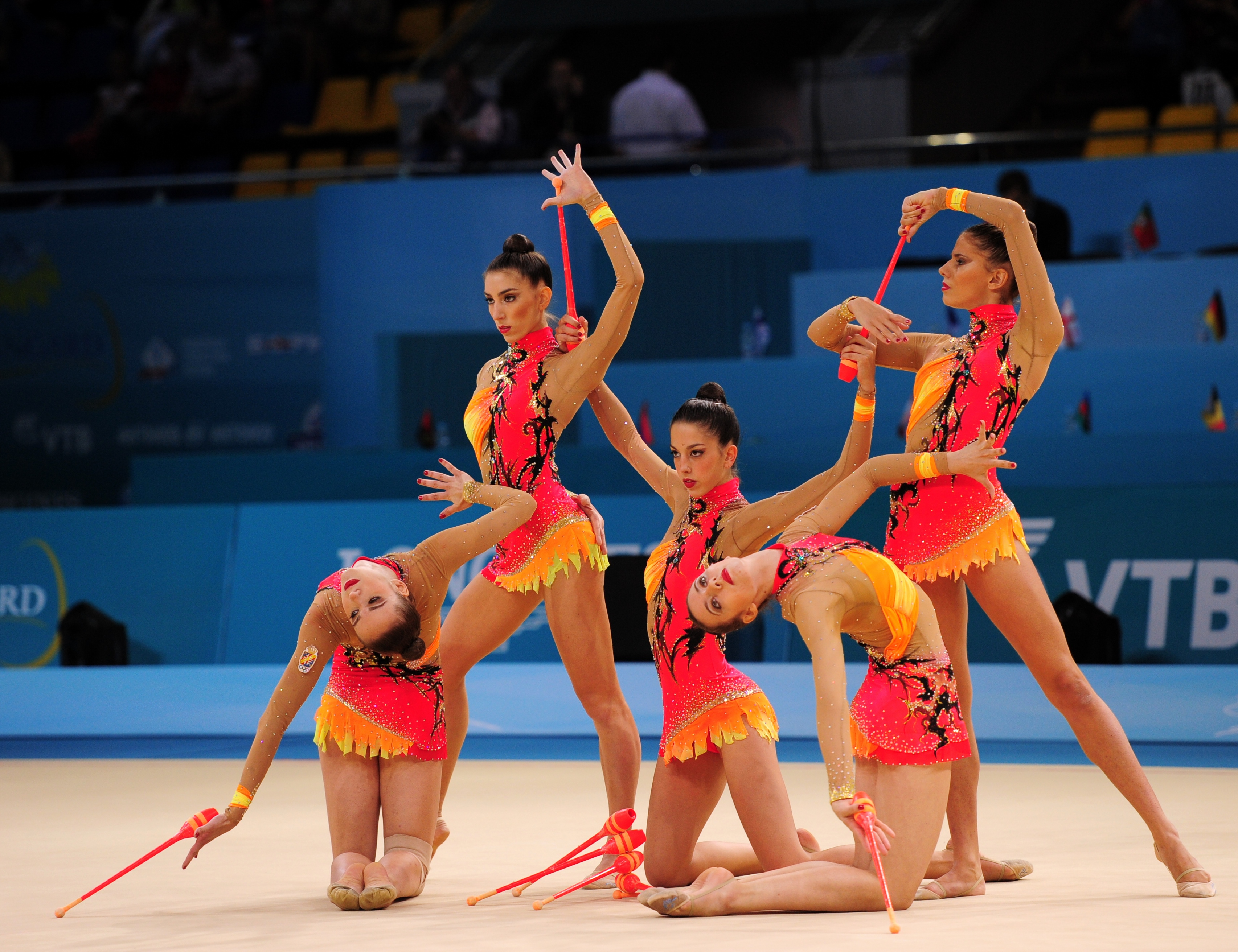
2013年世界選手権におけるスペイン代表

2012年にはイギリスのロンドンで開催されたロンドンオリンピックに出場。ロレート・アチャエランディオ、サンドラ・アギラール、ロペス、ルルデス・モエダーノ、アレハンドラ・ケレーダ、リディア・レドンドで構成されたスペイン代表は女子団体で5位となった。
ウクライナのキエフで開催された2013年世界新体操選手権でのスペイン代表は10クラブで優勝し、3ボール/2クラブで3位となった。トルコ・イズミルで開催された2014年世界新体操選手権でのスペイン代表は10クラブで優勝した。ドイツ・シュトゥットガルトで開催された2015年世界新体操選手権でのスペイン代表はグループ総合で3位となった。
2016年にはブラジルのリオデジャネイロで開催されたリオデジャネイロオリンピック体操競技に出場。サンドラ・アギラール、アルテミ・ガヴェソ、ロペス、ルルデス・モエダーノ、アレハンドラ・ケレーダで構成されたスペイン代表は女子団体総合で銀メダルを獲得した。スペイン代表は1996年アトランタオリンピックで金メダルを獲得しており、5大会ぶりのメダル獲得となった。